# Marfa Chragina
Marfa Chragina, född 16 augusti 2003, är en svensk konstsimmare. Hon tävlar för Örebro Simallians.

## Karriär
Chragina är född i Sverige men växte upp i Ryssland, där hon började med konstsim som nioåring. 2017 återvände Chragina till Sverige. Vid SM 2021 i Jönköping tog hon silver i det tekniska soloprogrammet bakom Clara Ternström.
Vid SM 2023 i Göteborg tog Chragina guld i både fria soloprogrammet och det tekniska soloprogrammet. I maj 2023 blev hon uttagen i Sveriges trupp till VM i Fukuoka. Chragina slutade på 28:e plats i damernas tekniska soloprogram med 148,3234 poäng.
Vid SM 2024 i Örebro tog Chragina silver i det och tekniska soloprogrammet och brons i det tekniska parprogrammet tillsammans med Sofia Golovin.